# Rajd Mecsek 2011
Rezultaty Rajdu Mecsek (45. Canon Mecsek Rallye 2011), eliminacji Intercontinental Rally Challenge w 2011 roku, który odbył się w dniach 10 września - 11 września. Była to ósma runda IRC w tamtym roku oraz siódma asfaltowa, a także szósta w mistrzostwach Węgier i ósma w mistrzostwach Europy Centralnej. Bazą rajdu było miasto Pecz. Zwycięzcami rajdu została czeska załoga Jan Kopecký i Petr Starý jadąca Škodą Fabią S2000. Wyprzedzili oni dwie belgijskie załogi Thierry'ego Neuville'a i Nicolasa Gilsoula w Peugeocie 207 S2000 oraz Freddy'ego Loixa i Frédérica Miclotte'a, także jadących Škodą Fabią S2000.
Rajdu nie ukończyło pięciu kierowców biorących udział w Intercontinental Rally Challenge. Brytyjczyk Guy Wilks w Peugeocie 207 S2000 wycofał się na 5. oesie. Norweg Andreas Mikkelsen w Škodzie Fabii S2000 miał wypadek na 13. oesie. Na 2. oesie odpadł Włoch Giandomenico Basso w Protonie Satrii Neo S2000, który doznał awarii silnika. Z kolei na 5. oesie wycofał się Węgier Frigyes Turán w Fordzie Fieście S2000. Szwed Per-Gunnar Andersson w Protonie Satrii Neo S2000 zrezygnował z dalszej jazdy na 6. oesie.

## Klasyfikacja ostateczna
| Miejsce                              | Zawodnik                 | Pilot                    | Samochód                 | Czas                     | Strata                   | Punkty                   |
| IRC (punktowane pozycje)             | IRC (punktowane pozycje) | IRC (punktowane pozycje) | IRC (punktowane pozycje) | IRC (punktowane pozycje) | IRC (punktowane pozycje) | IRC (punktowane pozycje) |
| ------------------------------------ | ------------------------ | ------------------------ | ------------------------ | ------------------------ | ------------------------ | ------------------------ |
| 1.                                   | Jan Kopecký              | Petr Starý               | Škoda Fabia S2000        | 2:00:06.7                |                          | 25                       |
| 2.                                   | Thierry Neuville         | Nicolas Gilsoul          | Peugeot 207 S2000        | 2:00:07.5                | +0.8                     | 18                       |
| 3.                                   | Freddy Loix              | Frédéric Miclotte        | Škoda Fabia S2000        | 2:01:06.7                | +1:00.0                  | 15                       |
| 4.                                   | Bryan Bouffier           | Xavier Panseri           | Peugeot 207 S2000        | 2:01:42.3                | +1:35.6                  | 12                       |
| 5.                                   | Hermann Gassner Jr.      | Timo Gottschalk          | Škoda Fabia S2000        | 2:02:39.2                | +2:32.5                  | 10                       |
| 6.                                   | György Aschenbrenner     | Zsuzsa Pikó              | Mitsubishi Lancer Evo IX | 2:02:44.9                | +2:38.2                  | 8                        |
| 7.                                   | Toni Gardemeister        | Tapio Suominen           | Škoda Fabia S2000        | 2:03:12.3                | +3:05.6                  | 6                        |
| 8.                                   | Róbert Bútor             | Igor Bacigál             | Peugeot 207 S2000        | 2:03:23.5                | +3:16.8                  | 4                        |
| 9.                                   | Bruno Magalhães          | Paulo Grave              | Peugeot 207 S2000        | 2:03:58.4                | +3:51.7                  | 2                        |
| 10.                                  | Beppo Harrach            | Andreas Schindlbacher    | Mitsubishi Lancer Evo IX | 2:04:20.7                | +4:14.0                  | 1                        |
| Mistrzostwa Węgier (pierwsza trójka) |                          |                          |                          |                          |                          |                          |
| 1. (6.)                              | György Aschenbrenner     | Zsuzsa Pikó              | Mitsubishi Lancer Evo IX | 2:02:44.9                |                          |                          |
| 2. (8.)                              | Róbert Bútor             | Igor Bacigál             | Peugeot 207 S2000        | 2:03:23.5                | +38.6                    |                          |
| 3. (12.)                             | Dávid Botka              | Zsolt Szenner            | Mitsubishi Lancer Evo IX | 2:04:58.2                | +2:13.3                  |                          |

## Zwycięzcy odcinków specjalnych
| Dzień      | Odcinek | G. rozp. | Nazwa          | Długość  | Zwycięzca                     | Czas    | Lider rajdu       |
| ---------- | ------- | -------- | -------------- | -------- | ----------------------------- | ------- | ----------------- |
| 1 (10 WRZ) | SS1     | 09:08    | Hetvehely 1    | 18.21 km | Andreas Mikkelsen             | 8:50.2  | Andreas Mikkelsen |
| 1 (10 WRZ) | SS2     | 10:06    | Orfű 1         | 28.00 km | Andreas Mikkelsen             | 14:16.4 | Andreas Mikkelsen |
| 1 (10 WRZ) | SS3     | 12:34    | Pécsvárad 1    | 12.00 km | Jan Kopecký                   | 6:46.0  | Andreas Mikkelsen |
| 1 (10 WRZ) | SS4     | 13:37    | Alsómocsolád 1 | 14.02 km | Andreas Mikkelsen             | 6:53.2  | Andreas Mikkelsen |
| 1 (10 WRZ) | SS5     | 16:10    | Hetvehely 2    | 18.21 km | Jan Kopecký                   | 8:47.6  | Andreas Mikkelsen |
| 1 (10 WRZ) | SS6     | 17:08    | Orfű 2         | 28.00 km | Jan Kopecký                   | 14:10.5 | Andreas Mikkelsen |
| 1 (10 WRZ) | SS7     | 19:36    | Pécsvárad 2    | 12.00 km | Jan Kopecký                   | 6:49.1  | Andreas Mikkelsen |
| 1 (10 WRZ) | SS8     | 20:39    | Alsómocsolád 2 | 14.02 km | odcinek odwołany              | -       | Andreas Mikkelsen |
| 2 (11 WRZ) | SS9     | 09:08    | Zobák 1        | 12.00 km | Andreas Mikkelsen             | 6:51.2  | Andreas Mikkelsen |
| 2 (11 WRZ) | SS10    | 09:51    | Árpádtető 1    | 24.00 km | Jan Kopecký Andreas Mikkelsen | 11:09.8 | Andreas Mikkelsen |
| 2 (11 WRZ) | SS11    | 10:44    | Nyárásvölgy 1  | 17.70 km | Thierry Neuville              | 8:29.9  | Andreas Mikkelsen |
| 2 (11 WRZ) | SS12    | 13:17    | Zobák 2        | 12.00 km | Thierry Neuville              | 6:48.4  | Andreas Mikkelsen |
| 2 (11 WRZ) | SS13    | 14:00    | Árpádtető 2    | 24.00 km | Thierry Neuville              | 11:06.4 | Jan Kopecký       |
| 2 (11 WRZ) | SS14    | 14:53    | Nyárásvölgy 2  | 17.70 km | Thierry Neuville              | 8:26.4  | Jan Kopecký       |